# Ante Pavić
Ne pas confondre avec le joueur de tennis croate Mate Pavić.
Ante Pavić, né le 7 mars 1989 à Ogulin, est un joueur de tennis professionnel croate.

## Carrière
Il remporte son premier titre en simple sur le circuit ITF en 2010 en Suisse. En 2017, il remporte son premier tournoi Challenger en simple à Columbus. En double, il a remporté onze titres Challenger à Tachkent en 2014, Kobe en 2016, Pune en 2017, Puerto Vallarta et Poprad en 2018 puis en 2019 à Milan, Pérouse, Cordenons, L'Aquila et Biella.
En 2014, il se qualifie pour le tableau principal du tournoi de Roland-Garros où il perd au premier tour et ensuite au tournoi de Wimbledon où il bat le 55e mondial Alejandro Falla avant de s'incliner contre Feliciano López.
Début 2017, il est sélectionné dans l'équipe de Croatie de Coupe Davis lors du premier tour du groupe mondial face à l'Espagne. Il perd son match en simple contre Roberto Bautista-Agut.

## Parcours dans les tournois duGrand Chelem

### En simple
| Année | Open d'Australie | Open d'Australie | Internationaux de France | Internationaux de France | Wimbledon      | Wimbledon       | US Open | US Open |
| ----- | ---------------- | ---------------- | ------------------------ | ------------------------ | -------------- | --------------- | ------- | ------- |
| 2014  | —                | —                | 1er tour (1/64)          | Gilles Simon             | 2e tour (1/32) | Feliciano López | —       | —       |

N.B. : à droite du résultat se trouve le nom de l'ultime adversaire.

### En double
N'a jamais participé à un tableau final.